# Netherby (Victoria)
 (septembre 2020).
Netherby est une ville à l'ouest de l'État du Victoria en Australie à 406 km au nord-ouest de Melbourne dans le comté d'Hindmarsh. Elle est située dans le Wimmera et compte 120 habitants en 2016. 

## Géographie

### Communes limitrophes
|       |          |         |
| Yanac | Netherby | Lorquon |
|       | Nhill    |         |